# Long Kiến
Long Kiến là một xã thuộc huyện Chợ Mới, tỉnh An Giang, Việt Nam.

## Lịch sử
Ngày 12 tháng 6 năm 2025, Ủy ban Thường vụ Quốc hội ban hành Nghị quyết số 1654/NQ-UBTVQH15 về việc sắp xếp các đơn vị hành chính cấp xã của tỉnh An Giang. Theo đó, toàn bộ diện tích tự nhiên, quy mô dân số của các xã An Thạnh Trung, Mỹ An và Long Kiến thành xã mới có tên gọi là xã Long Kiến.